# Эберт, Карл Эгон
Карл Эгон фон Эберт (нем. Karl Egon Ebert; 5 июня 1801, Прага, Богемия, Австрийская империя — 24 октября 1882, Прага, Австро-Венгрия) — немецко-богемский поэт, драматург-либреттист

, автор поэтических и драматических произведений.

## Биография
Родился в семье государственного чиновника, тайного советника. Практическая административная деятельность долго отвлекала его от литературы.
К. Эберт был сторонником сотрудничества чешских и немецких писателей и в 1848 году подписал петицию 60 литераторов о равных правах чехов и немцев в составе Австрийской империи.
В 1872 году был награждён орденом Железной короны и возведён в дворянство.
Похоронен на кладбище Малвазинки в Праге.

## Творчество
Поэт — лирик.
В 1824 году дебютировал сборником стихов, за которым последовала обширная героическая поэма «Власта» (нем. Wlasta; 1825—1828), на которой главным образом основана известность К. Эберта.
В 1834 г. им была написана драма «Бретислав и Ютта». Сойдясь с поэтами так называемой швабской школы, испытал сильное влияние Л. Уланда.
Лиризм — сильнейшая сторона таланта Эберта. Заслуживают внимания также некоторые его баллады.
Литературное наследие поэта в 7 томах, опубликовано в Праге в 1877 году.
Несколько его стихов положены на музыку композитором Ф. Мендельсоном.
Он автор двух оперных либретто «Lidwinna» Йозефа Дессауэра (1836) и «Der Schild» Леопольда Мечура (1845).

## Избранные произведения
- «Das Kloster» — идиллия (1833, в 5 песнях)
- «Fromme Gedanken eines weltlichen Mannes» (1858),
- «Brunoy» — драма из эпохи Людовика XV ,
- «Die Magyarenfrau» — эпопея (1864),
- «Wald und Liebe» — идиллия (1874),
- «Gesammelte poetische Werke» (1877, 7 т.)
- «Die Auswanderer» и «Am Bergsee» (1879).